# Harimau Muda A
El Harimau Muda A fue un equipo de fútbol de Malasia que jugó en la Superliga de Malasia, la primera división de fútbol del país, en la S.League, la primera división de Singapur y la Liga Premier Nacional de Queensland, una de las ligas regionales de Australia.

## Historia
Fue fundado en julio de 2009 en la ciudad de Petaling Jaya como el equipo representante de la la selección preolímpica nacional compuesta por jugadores menores de 23 años y algunos de ellos integrantes de la selección mayor; y era propiedad de la Asociación de Fútbol de Malasia luego de que la asociación decidiera separar al Harimau Muda en tres equipos por edades.
En su primera temporada el club participó en tres torneos: en la Eliminatoria al Campeonato sub-19 de la AFC 2010, en la Copa FA de Malasia y en la Liga Premier de Malasia del mismo año, por lo que tuvieron que rotar a los jugadores. En ese año ganan la Liga Premier de Malasia y logran el ascenso a la Superliga de Malasia para la temporada 2010, a la cual debutaron en 2011 aplazando su ascenso.
En su debut en la primera división nacional terminaron en quinto lugar entre 14 equipos, pero en la temporada 2012 el club cambió de lugar con el Singapore LionsXII de Singapur en la Superliga de Malasia; por lo que pasaron a jugar en la primera división de Singapur.
El club solo jugó una temporada en la S.League luego de que la Asociación de Fútbol de Malasia decidiera reemplazarlo por el Harimau Muda B compuesto por jugadores sub-20, por lo que decidieron enfocarse en los Juegos del Sureste Asiático 2013. En 2014 se unen a la Liga Premier Nacional de Queensland de Australia por un acuerdo entre la Asociación de Fútbol de Malasia y la Football Queensland el 14 de enero de 2014, con el problema de que jugaron sus partidos de local en la sede del club visitante, por lo que no pudieron participar en la Copa FFA.
El 25 de noviembre de 2015 el entonces Ministro de Juventud y Deportes Khairy Jamaluddin decidió desaparecer al club por ser irrelevante y no acorde con el origen del proyecto, el cual era potenciar las habilidades de sus jugadores jóvenes, por lo que decidieron unir a los tres equipos en uno solo.

## Palmarés
- Malaysia Premier League (1): 2009
- International U-21 Football Tournament Thanh Nien Cup (1): 2012[12]

## Entrenadores
| Periodo   | Nombre                    |
| --------- | ------------------------- |
| 1992–1994 | M. Karathu                |
| 1994–1995 | N. Raju                   |
| 1995–1998 | Hatem Souissi             |
| 1999–2000 | Allan Harris              |
| 2000–2004 | Jorvan Vieira             |
| 2004–2009 | K. Rajagopal              |
| 2009–2010 | Mohd Azraai Khor Abdullah |
| 2009–2014 | Ong Kim Swee              |